# Àngband
En el món mitològic de la Terra Mitjana de J.R.R. Tolkien, Àngband és el nom de la fortalesa del Senyor Fosc Mórgoth. "Àng-band" significa "Presó de Ferro" en síndarin.
Mórgoth la va fer construir abans de la Primera Edat, i hi va posar el seu lloctinent Sàuron al comandament. La va situar a les Muntanyes de Ferro del nord de Beleríand com una fortalesa per defensar-se dels vàlar si decidien atacar-lo.
Efectivament els vàlar van atacar Mórgoth, capturant-lo i destruint la seva fortalesa principal d'Utumno. Durant les tres edats en què Mórgoth va estar empresonat, Sàuron va quedar-se a Àngband formant un exèrcit d'orcs pel seu senyor.
Quan Mórgoth va ser alliberat, va tornar a la Terra Mitjana i es va instal·lar a Àngband, alçant una muntanya volcànica gegantina sobre la fortalesa per protegir-la, anomenada Thangoròdrim.
Mórgoth va regnar des d'Àngband fins al final de la Primera Edat, quan va ser derrotat en la Guerra de la Còlera, el Thangoròdrim va ser enderrocat i Àngband destruïda.